# L'Amour fou
L'Amour fou és una pel·lícula de drama romàntic francès de 1969 dirigida per Jacques Rivette, que va escriure el guió amb Marilù Parolini. S'ha subtitulat al català.
El film segueix la dissolució del matrimoni entre la Claire, una actriu (interpretada per Bulle Ogier), i en Sébastien, el seu director (Jean-Pierre Kalfon). És en blanc i negre amb dues amplades diferents (35 mm i 16 mm) utilitzats en diferents moments al llarg de la cinta. La pel·lícula se centra en un llarg cicle d'autodestrucció en la relació de la Claire i en Sébastien.
L'acte central de la pel·lícula és un període de tres setmanes de preparació per part d'un grup de teatre per a una producció de la versió de Racine d'Andromaque. Un equip filma els preparatius de la companyia de teatre amb material portàtil en 16 mm, mentre que la resta de la pel·lícula està rodada en 35 mm. Aquest marc permet a Rivette centrar-se en la direcció, en la formació d'una obra d'art i en la dissolució d'una relació.